# Bae Yeon-ju
Bae Yeon-ju (Hangeul: 배연주; * 26. Oktober 1990 in Masan, Südkorea) ist eine südkoreanische Badmintonspielerin.

## Sportliche Karriere
Bae Yeon-ju gewann 2008 die Indonesia International Challenge. Ein Jahr später siegte sie bei den nationalen Titelkämpfen und den Hwasun International. Im Uber Cup 2010 wurde sie Weltmeisterin mit dem südkoreanischen Team. 2006 hatte sie bereits Gold und Bronze bei den Junioren-Weltmeisterschaften gewonnen.

## Sportliche Erfolge
| Saison | Veranstaltung                | Disziplin   | Platz | Name        |
| ------ | ---------------------------- | ----------- | ----- | ----------- |
| 2006   | Junioren-Weltmeisterschaft   | Dameneinzel | 3     | Bae Yeon-ju |
| 2006   | Junioren-Weltmeisterschaft   | Team        | 1     | Südkorea    |
| 2008   | Indonesia International      | Dameneinzel | 1     | Bae Yeon-ju |
| 2009   | Hwasun International         | Dameneinzel | 1     | Bae Yeon-ju |
| 2009   | Südkoreanische Meisterschaft | Dameneinzel | 1     | Bae Yeon-ju |
| 2010   | Uber Cup                     | Team        | 1     | Südkorea    |
| 2012   | Australian Open              | Dameneinzel | 2     | Bae Yeon-ju |